# 清水孝純
清水 孝純（しみず たかよし、1930年1月23日 - 2024年4月3日）は、比較文学者、九州大学、福岡大学名誉教授。
東京生まれ。第一高等学校理科卒業、病気のため学業を中断ののち、東京教育大学国文学入学、仏文学中退、1958年東京大学大学院比較文学比較文化入学、博士課程中退、日本大学講師、69年九州大学助教授、教授、82年『ドストエフスキー・ノート』で第1回池田健太郎賞受賞。1992年定年退官、福岡大学教授。2000年退任。2002年『笑いのユートピア 「吾輩は猫である」の世界』で第11回やまなし文学賞受賞。ドストエフスキー、夏目漱石、ヨーロッパ中世文学などについて著書多数。

## 著書
- 『小林秀雄とフランス象徴主義』審美社 1980
- 『ドストエフスキー・ノート 『罪と罰』の世界』九州大学出版会 1981
- 『西洋文学への招待 中世の幻想と笑い』九州大学出版会 1982
- 『祝祭空間の想像力 ヨーロッパ中世文学を読む』講談社学術文庫 1990
- 『幻景のロシア ペレストロイカの底流』九州大学出版会 1991
- 『漱石 その反オイディプス的世界』翰林書房 1993
- 『道化の風景 ドストエフスキーを読む』九州大学出版会 1994
- 『交響する群像（『カラマーゾフの兄弟』を読む 1）』九州大学出版会 1998
- 『漱石そのユートピア的世界』翰林書房 1998
- 『闇の王国・光の王国（『カラマーゾフの兄弟』を読む 2）』九州大学出版会 1999
- 『新たなる出発（『カラマーゾフの兄弟』を読む 3）』九州大学出版会 2001
- 『笑いのユートピア 『吾輩は猫である』の世界』翰林書房 2002
- 『ルネサンスの文学 遍歴とパノラマ』講談社学術文庫 2007
- 『『白痴』を読む』九州大学出版会、2013
- 『漱石『夢十夜』探索―闇に浮かぶ道標』翰林書房、2015
- 『ドストエフスキー『悪霊』 概要展望と深層構造』鳥影社、2022

## 論文
- ＜清水孝純